# Carpinus henryana
Carpinus henryana ist ein mittelgroßer Baum aus der Gattung der Hainbuchen (Carpinus) mit rötlich braunen, anfangs seidig-zottig behaarten Zweigen und seidig-zottig behaarter Blattoberseite. Das natürliche Verbreitungsgebiet der Art liegt in China.

## Beschreibung
Carpinus henryana ist ein bis zu 18 Meter hoher Baum mit grauer, zerrissener Rinde. Der Stammdurchmesser erreicht über 60 Zentimeter. Die Zweige sind rötlich braun, anfangs seidig-zottig behaart und später verkahlend. Die Laubblätter haben einen 1 bis 1,7 Zentimeter langen, kahlen oder spärlich seidig-zottig behaarten Stiel. Die leicht ledrige Blattspreite ist 5 bis 8 Zentimeter lang und 2 bis 3 Zentimeter breit, eiförmig bis elliptisch, lanzettlich, spitz oder zugespitzt bis geschwänzt, mit abgerundeter, stumpfer oder mehr oder weniger herzförmiger, manchmal schiefer Basis und einem meist einfach bis doppelt, teils stachelspitzigen, gezähnten Blattrand. Es werden 14 bis 16 Nervenpaare gebildet. Die Blattoberseite ist spärlich seidig-zottig behaart, die Unterseite ist mit punktförmigen Drüsen versehen und entlang der Blattadern seidig-zottig behaart und hat Achselbärte an den lateralen Blattadern.
Die weiblichen Blütenstände sind 6 bis 7 Zentimeter lang bei Durchmessern von 2 bis 2,5 Zentimetern. Die Blütenstandsachse ist etwa 2 Zentimeter lang und flaumig behaart. Die Tragblätter sind „halb-eiförmig“, spitz oder zugespitzt. Die Blätter haben vier oder fünf Blattadern erster Ordnung. Der äußere Blattrand ist unregelmäßig und entfernt gesägt, der innere Teil ist ganzrandig mit einem eingerollten Öhrchen und ohne Lappen an der Blattbasis. Als Früchte werden etwa 4 Millimeter lange und 3 Millimeter breite, gerippte und bis auf die spärlich zottig behaarte Spitze kahle Nüsschen gebildet. Carpinus henryana blüht von Mai bis Juni, die Früchte reifen von Juli bis August.

## Vorkommen und Standortansprüche
Das natürliche Verbreitungsgebiet liegt in China im Osten von Gansu, im Westen von Guizhou, in Henan, im Westen von Hubei, im Süden von Shaanxi, im Osten von Sichuan und in Yunnan. Dort wächst die Art in gemäßigten Wäldern in 1600 bis 2900 Metern Höhe.

## Systematik
Carpinus henryana ist eine Art aus der Gattung der Hainbuchen (Carpinus). Diese wird in der Familie der Birkengewächse (Betulaceae) der Unterfamilie der Haselnussgewächse (Coryloideae) zugeordnet. Die Art wurde 1904 von Hubert Winkler als Carpinus tschonoskii var. henryana als Varietät von Carpinus tschonoskii erstmals wissenschaftlich beschrieben. 1914 änderte er den Status des Taxons und beschrieb es als eigene Art Carpinus henryana. Der Gattungsname Carpinus stammt aus dem Lateinischen und wurde schon von den Römern für die Hainbuche verwendet.
Man kann drei Varietäten unterscheiden:
- Carpinus henryana var. henryana: Sie kommt in Sichuan vor.[5]
- Carpinus henryana var. oblongifolia (Hu) Rushforth: Sie kommt in der chinesischen Provinz Hubei vor.[5]
- Carpinus henryana var. simplicidentata (Hu) Rushforth: Sie kommt in der chinesischen Provinz Hubei vor.[5]

## Nachweise